# Ctenomys opimus
Ctenomys opimus là một loài động vật có vú trong họ Ctenomyidae, bộ Gặm nhấm. Loài này được Wagner mô tả năm 1848.